# Cromogranina A
La  cromogranina A (CGA) o proteína secretora paratiroidea 1 (nombre de gen CHGA) es un miembro de la familia de las graninas, unas proteínas secretoras neuroendocrinas. Como tal, se localizan en las vesículas secretoras de las neuronas y células endocrinas, como las células beta de los islotes de Langerhans del páncreas. En humanos, la proteína cromogranina A está codificada por el gen CHGA.

## Distribución de tejido
Ejemplos de células productoras de cromogranina (CGA) son las células cromafines de la médula adrenal, células paraganglionares, células ECL y células beta del páncreas. En la célula beta del islote pancreático, se encuentra dentro de gránulos secretores.

## Función
La cromogranina A es el precursor a varios péptidos funcionales como la vasostatina-1, vasostatina-2, pancreastatina, catestatina y parastatina. Estos péptidos modulan negativamente la función neuroendocrina de la célula de secretora (autocrina) o células cercanas por señalización paracrina.
La cromogranina A induce y promueve la generación de gránulos secretores como los que contienen insulina en las células beta pancreáticas.

## Significación clínica

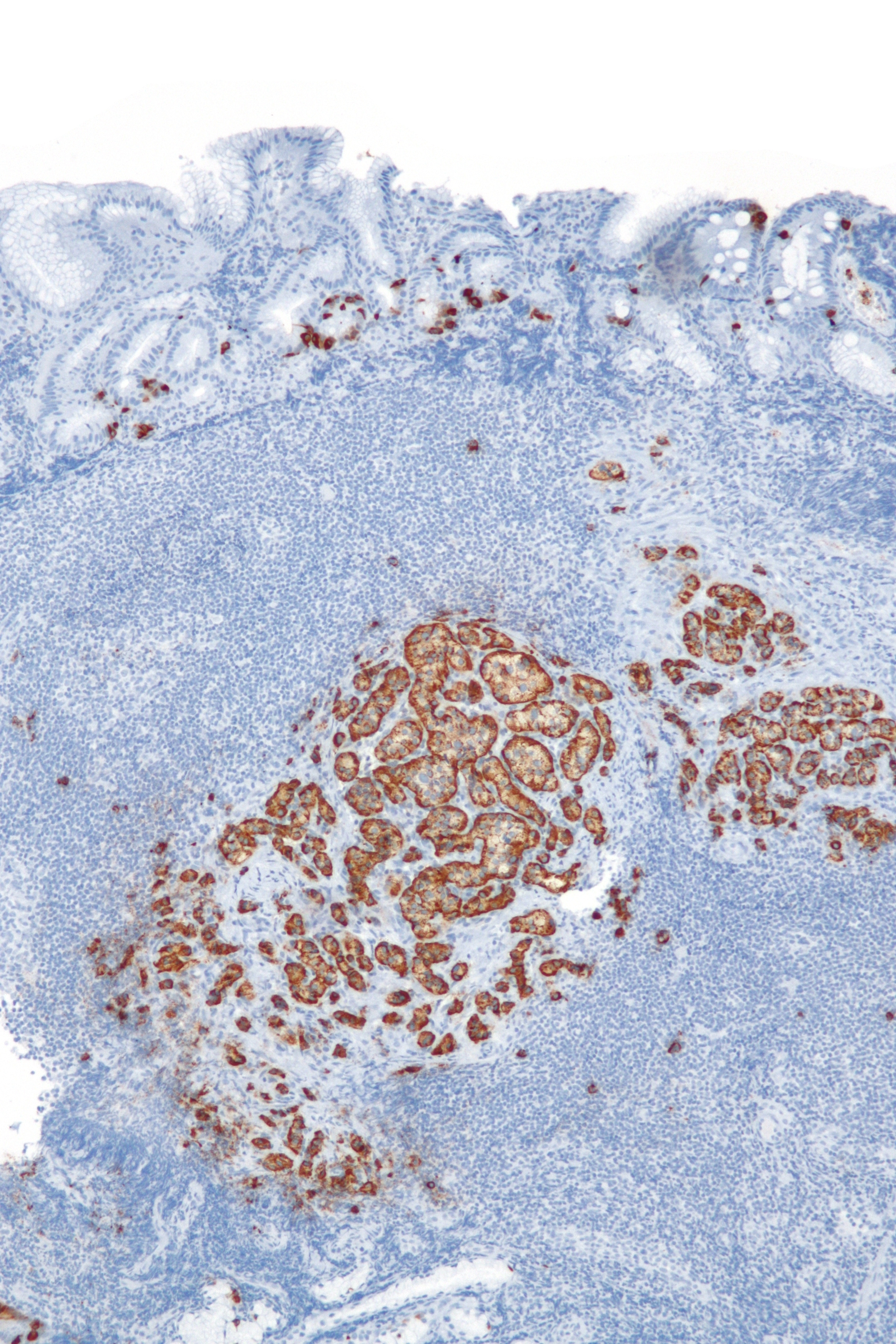
Micrografía de un paraganglioma teñido con inmunotinción para cromogranina A.

La cromogranina A está elevada en los feocromocitomas. Además, se ha identificado como autoantígeno en la diabetes tipo 1. Un fragmento peptídico de la cromogranina A localizado en la vasostatina-1, conocido como ChgA29-42 se ha identificado como el epítopo antigénico reconocido por las células T diabetogénicas BDC2.5 en ratones NOD propensos a diabetes tipo 1.
La cromogranina A se usa como indicador del cáncer de páncreas y próstata y en el síndrome carcinoide. Es posible que tenga un papel en la progresión neoplásica temprana. La cromogranina A se escinde por una prohormona convertasa endógena produciendo varios fragmentos de peptídicos. En inmunohistoquímica se puede utilizar para identificar ciertos tumores neuroendocrinos y es muy específico para células tanto benignas como malignas de este tipo.
Los datos de espectrometría de masas demuestran que varios péptidos que se originan a partir del gen CHGA: 163-194; 194-214; 272-295, son más bajos de forma significativa en biopsias de pacientes con colitis ulcerosa en contraste con las del grupo de control.
Existen diferencias significativas en la composición de aminoácidos de la cromogranina A entre distintas especies. Las pruebas comerciales para medir la CGA humana generalmente no son útiles para medir la CGA en muestras de otros animales. Existen partes específicas de la molécula con un mayor grado de homología de aminoácidos entre los distintos animales, de esta forma, los métodos en los que los anticuerpos se dirigen contra epítopos específicos pueden usarse para medir muestras de múltiples especies. Las pruebas específicas de la región que miden partes específicas de CGA, CGB y SG2 se pueden utilizar en muestras de perros y gatos. En perros, la concentración de catestatina muestra asociación negativa débil con el tamaño de las cavidades atriales aurícula y ventrículo izquierdos y asociación positiva débil con la presión arterial.